# Megachile tosticauda
Megachile tosticauda är en biart som beskrevs av Cockerell 1912. Megachile tosticauda ingår i släktet tapetserarbin, och familjen buksamlarbin. Inga underarter finns listade i Catalogue of Life.